# Hanna Laine-Nousimaa
Hanna Katariina Laine-Nousimaa, född 30 mars 1972 i Tammerfors, är en finländsk socialdemokratisk politiker. Hon är ledamot av Finlands riksdag sedan 2025 och hon representerar Birkalands valkrets. Ilmari Nurminen tillträdde som Tammerfors borgmästare 2025 och Laine-Nousimaa fick ersätta honom i riksdagen.
I riksdagsvalet 2023 fick hon 2 483 röster i Birkalands valkrets.